# Rozgadana farma (film)
Rozgadana farma (ang. Dog’s Best Friend, 1997) – amerykańska komedia familijna.
Bohaterem filmu jest Wiley Thompson – chłopiec, który przez krótki czas rozumiał mowę zwierząt.
Film był w Polsce emitowany w telewizji Jetix. Premiera filmu odbyła się 26 grudnia 2006 roku o godz. 14:00 w Kinie Jetix.

## Obsada
- Richard Mulligan – Fred
- Shirley Jones – Ethel
- Kyle Labine – Sam Handel
- Adam Zolotin – Wiley Thompson
- Tom McBeath – Bob Handel
- Edward Asner – Jeep
- Meredith Baxter – krowa (głos)
- James Belushi – Skippy (głos)
- Valerie Harper – kurczak (głos)
- Markie Post – koń (głos)
- David Millbern – Pete Ramsey
- John Novak – Tim Thompson
- Lily Shavick – Jenny
- Alex Doduk – uczeń
- Ellie Harvie – panna Melrose
- Roger Clinton
- John Ratzenberger
- Bob Goldthwait

## Wersja polska
Opracowanie i udźwiękowienie wersji polskiej: na zlecenie Jetix – Studio Eurocom

Reżyseria: Wojciech Szymański

Dialogi: Dorota Filipek-Załęska

Dźwięk i montaż: Jacek Kacperek

Kierownictwo produkcji: Marzena Omen-Wiśniewska

Lektor: Tomasz Knapik

Udział wzięli:
- Łukasz Margas – Wiley Thompson
- Magdalena Krylik – Cynthia
- Wojciech Machnicki – Tim Thompson
- Janusz Wituch – Skip
- Krzysztof Machowski – Fred
- Jolanta Zykun – Ethel
- Cezary Kwieciński – pan Teller
- Krzysztof Zakrzewski – pies
- Leszek Zduń –
  - kozioł,
  - policjant Dave
- Adrian Perdjon – Sam Handel
- Katarzyna Łaska – Jenny
- Iwona Rulewicz – kura
- Anna Apostolakis – krowa
- Robert Tondera – Bob Handel
- Beata Łuczak –
  - koń,
  - panna Melrose
- Wojciech Szymański